# Amílcar Martins
Amílcar Vianna Martins (Belo Horizonte, 9 de setembro de 1907 — 13 de abril de 1990) foi um médico, pesquisador e professor universitário brasileiro. 
Considerado um dos maiores parasitologistas da sua geração, Amílcar foi pesquisador do Instituto Ezequiel Dias, além de professor livre-docente da cadeira de parasitologia e professor catedrático de zoologia e parasitologia da Faculdade Farmácia e Odontologia da Universidade Federal de Minas Gerais.

## Biografia
Amílcar nasceu na capital mineira, em 1907. Era o caçula de dez filhos. Seu pai era funcionário público do estado. Era sobrinho-bisneto do Marquês de Sapucaí, que foi primeiro-ministro imperial. Desde pequeno, demonstrava interesse pelas ciências naturais, tendo passado a infância colecionando insetos. O interesse precoce pelas ciências naturais determinou seu curso universitário. Em 1924, ele ingressou no curso de medicina da Faculdade de Medicina de Minas Gerais (hoje integrante da UFMG).

## Carreira
Formado em 1929, ingressou no Instituto Ezequiel Dias, atuando nas áreas de microbiologia, zoologia e parasitologia, tendo trabalhado pouco tempo com atendimento clínico. Em 1930 começou a trabalhar como professor de Fisiologia na Faculdade de Medicina, ingressando de modo definitivo na instituição por meio de concurso, em 1939, na cadeira de parasitologia.
Em 1943 alistou-se voluntariamente na Força Expedicionária Brasileira (FEB) para combater o nazifacismo. Como capitão-médico do Exército Brasileiro, seguiu na FEB à Itália em 1944, atuando como chefe da Seção Brasileira de Hospitalização, em Pisa e em Livorno. Condecorado ao final da guerra com a Cruz de Guerra e a Cruz de Campanha da FEB, Amílcar retornou ao estado civil.
Catedrático fundador da cadeira de zoologia da Faculdade de Filosofia, Ciências e Letras da UFMG, em 1946, participou ativamente da fundação do Instituto de Ciências Biológicas na mesma Universidade.
Foi chefe do Serviço de Endemias Rurais do Estado de Minas Gerais, de 1947 a 1949. Catedrático de Parasitologia na Faculdade de Medicina da UFMG, em 1949, com média final 10,00. Sucessivamente, foi diretor do Instituto Nacional de Endemias Rurais, do Instituto Oswaldo Cruz e do Departamento Nacional de Endemias Rurais. Aposentado compulsoriamente pelo AI-5 em 1969. 

## Perseguição
Em 1960, Amílcar foi nomeado diretor do Instituto Nacional de Endemias Rurais, do Instituto Oswaldo Cruz, permanecendo poucos meses no cargo, até 1961, quando retornou à vida universitária. Na UFMG foi um dos principais responsáveis pela criação do Instituto de Ciências Biológicas, em 1968, sendo o seu primeiro diretor, além de chefe do Departamento de Parasitologia. O cientista, cujas opiniões políticas eram ligadas à esquerda, enfrentou perseguição da ditadura militar e foi aposentado compulsoriamente pelo AI-5 em 1969. Partindo para o exterior, passou uma temporada na Europa e na América Latina, trabalhando a convite da Organização Mundial da Saúde e da Organização Pan-Americana da Saúde.
De volta ao Brasil nos anos 1970, Amílcar passou a atuar informalmente no Centro de Pesquisas René Rachou, incorporado naquela época à Fiocruz. Junto de Alda Lima Falcão, estudou os flebotomíneos, dando origem à atual Coleção de Flebotomíneos (COLFLEB) da Fiocruz Minas, uma das mais relevantes do mundo. Pesquisou a esquistossomose e na área da doença de Chagas, pesquisou vetores e fases clínicas. Sobre a leishmaniose, estudou sua distribuição geográfica em Minas Gerais.

## Morte
Amílcar morreu em 13 de abril de 1990, em Belo Horizonte, aos 82 anos.

## Legado e homenagens
Foi reconhecido como o maior colecionador de flebótomos do continente americano. Uma de suas outras contribuições para o estudo da zoologia brasileira foi a identificação da presença de medusas de água doce no Brasil. Deixou publicados 104 trabalhos científicos. Em sua homenagem, o edifício que abriga o Instituto de Ciências Biológicas da UFMG leva seu nome, bem como uma das ruas do campus da Pampulha. Há, desde 2000, no bairro Cruzeiro, Região Centro-Sul de Belo Horizonte, o Parque Professor Amílcar Vianna Martins. Professor Emérito da UFMG em 1979, recebeu em 1987 a condecoração de Grande Oficial da Ordem de Rio Branco.
Foi casado com Beatriz Borges Martins. E é pai do político e historiador Amílcar Martins Filho e Roberto Borges Martins, ex-presidente do Instituto de Pesquisa Econômica Aplicada (Ipea).